# Камілл Бенджамін
Камілл Бенджамін (англ. Camille Benjamin, нар. 22 червня 1966) — колишня американська професійна тенісистка.  
Здобула сім одиночних та тринадцять парних титулів туру ITF туру WTA. 
Найвищу одиночну позицію світового рейтингу — 27 місце досягнула 15 жовтня 1984, парну — 72 місце — 27 лютого 1989.
Завершила кар'єру 1994 року.

## Фінали Туру WTA

### Одиночний розряд: 2
| Легенда           |   |
| Grand Slam        | 0 |
| WTA Championships | 0 |
| Tier I            | 0 |
| Tier II           | 0 |
| Tier III          | 0 |
| Tier IV & V       | 0 |

| Результат | Ранг | Дата            | Турнір                    | Покриття   | Опонент      | Рахунок  |
| Поразка   | 1.   | 15 вересня 1985 | Солт-Лейк-Сіті, Utah, USA | Тверде (o) | Стефані Реге | 2–6, 4–6 |
| Поразка   | 2.   | 18 жовтня 1987  | Сан-Хуан, USA             | Тверде (o) | Стефані Реге | 5–7, 6–7 |

### Парний розряд 3 (1–2)
| Легенда           |   |
| Grand Slam        | 0 |
| WTA Championships | 0 |
| Tier I            | 0 |
| Tier II           | 0 |
| Tier III          | 0 |
| Tier IV & V       | 0 |

| Титули за покриттям |   |
| Тверде              | 1 |
| Ґрунт               | 0 |
| Трава               | 0 |
| Килим               | 0 |

| Результат | Ранг | Дата            | Турнір                     | Покриття   | Партнер             | Опоненти                                 | Рахунок       |
| Поразка   | 1.   | 3 лютого 1985   | Marco Island, Florida, USA | Тверде     | Бонні Гадушек       | Кеті Джордан Елізабет Смайлі             | 2–6, 6–1, 0–6 |
| Перемога  | 2.   | 28 вересня 1986 | Талса, Oklahoma, USA       | Тверде (o) | Діанне Ван Ренсбург | Світлана Чернєва Лариса Савченко-Нейланд | 7–6, 7–5      |
| Поразка   | 3.   | 27 жовтня 1991  | Сан-Хуан, Пуерто-Рико, USA | Тверде (o) | Сабін Аппельманс    | Хіракі Ріка Флоренсія Лабат              | 3–6, 3–6      |

## Титули ITF (1)

### Одиночний розряд (1)
| Ранг | Дата          | Місце               | Покриття | Опонент in the final | Рахунок  |
| 1.   | 20 липня 1987 | Скенектаді, NY, USA | Тверде   | Вікі Нелсон-Данбар   | 6-2, 6–3 |